# Tipula edwardsomyia
Tipula edwardsomyia är en tvåvingeart som beskrevs av Alexander 1964. Tipula edwardsomyia ingår i släktet Tipula och familjen storharkrankar. Inga underarter finns listade i Catalogue of Life.